# Barbro Sundback
Barbro Sundback (née le 22 décembre 1945) est une femme politique ålandaise.
Psychologue de profession, elle est élue au Lagting, le parlement régional, en 1979 sous l'étiquette du parti Ålands Socialdemokrater. Elle a été systématiquement réélue depuis, en 1983, 1987, 1991, 1995, 1999, 2003, 2007 et 2011. Elle est vice-présidente du parlement de 2003 à 2005, puis présidente de 2005 à 2007 – la première social-démocrate à occuper ce poste. Candidate à la représentation d'Åland à l'Eduskunta aux élections législatives finlandaises de 2007, elle arrive en quatrième position avec 757 voix.